# Sly Cooper (série)
Sly Cooper é uma série de jogos eletrônicos do gênero de plataforma e stealth para PlayStation 2, PlayStation 3 e PlayStation Vita. A série foi desenvolvida pela Sucker Punch Productions até os três primeiros jogos quando passou a ser produzido pela Sanzaru Games, enquanto a Sucker Punch continuava a trabalhar na série Infamous.

## Cenário
O mundo de Sly Cooper é uma versão alternativa do mundo real na última década do século XX, habitado por animais falantes imitando atitudes humanas e com o estilo de desenhos infantis e filmes policiais. O herói da história é Sly Cooper, um jovem guaxinim e o último descendente em uma linha de assaltantes mestres que revolucionam suas técnicas de geração a geração. Enquanto a família Cooper tem acumulado uma importante reputação de prosperidade através de suas manias assaltantes, Sly assume o grande valor na sua amizade com seus membros Bentley, o cérebro; e Murray, o musculo; e na sua louca paixão por sua inimiga Inspetora Carmelita Montoya Fox.

## Elenco
- Sly Cooper, o jovem guaxinim protagonista que o jogador muitas vezes o controla e que é parte de uma longa linha dos assaltantes mestres. Ele testemunhou a morte de seu pai Connor Cooper quando os 5 Diabólicos roubaram seu "Thievius Raccoonus", um livro completo de todas as ações especiais que sua família tem acumulado há séculos, e foi para o orfanato onde fez amizade com Bentley e Murray, tramando e planejando contra os fanfarrões.
- Bentley, o tartaruga inventor do grupo de Sly, craque em computadores, eletrodomésticos e objetos, e geralmente colabora com reconhecimento e planejamento de missões quando Sly defende a todos.
- Murray, o hipopótamo gorilão, que dirige a carrinha do Comando Cooper. Freqüentemente, ajuda Sly e mostra seu rosto firme e poderoso caso necessário.
- Inspetora Carmelita Montoya Fox, a membro da Interpol e inimiga do Sly. Uma raposa que tenta derrotar o Clan Cooper, mas que também têm um interesso romântico pelo guaxinim assaltante (que também o têm).

## Elementos comuns na jogabilidade
Os games de Sly Cooper são primariamente jogados como jogo de plataforma de terceira pessoa. O jogador controla Sly ou um de seus asseclas através de vários níveis, contando primariamente com furtos para evitar confrontos e alarmes enquanto colecionando tesouros e objetos de cena. Sly é bem ágil, e pode usar muitos bônus da arquitetura para o furto, indicado para o jogador por uma mancha azul, explicado como manifestação visível dos "sensos assaltantes" do Sly; por exemplo, Sly pode subir no Empire State, andar de silêncio, ou usar sua cana para se agarrar em ganchos. Caso preciso, Sly pode manejar sua cana para derrotar inimigos no risco de de fazer barulho que pode atrair muitos outros inimigos; prefere usar ataques silenciosos quando possível, devido a sua relativamente fraca durabilidade comparado a muitos adversários. Devido a sua herança, Sly tem o número de ações especiais que aprende através dos games que também podem aumentar seu furto ou sua rapidez, ou permitir que ele despiste inimigos em silêncio. Temos também mini-games espalhados por toda jogabilidade.
Cada game é dividido em uma série de mundos, e para completar o mundo, Sly e seus amigos precisam realizar várias sub-tarefas. No primeiro game, cada sub-tarefa foi localizada em um nível acessível do nível principal do mundo, enquanto o segundo e o terceiro games usaram um caminho a mundo aberto não linear para realizar várias tarefas localizadas por todo o mesmo grande nível. Temos típicamente um confronto entre heróis e chefes no término de cada mundo como final das tarefas.

## Série principal

### Sly Cooper and the Thievius Raccoonus
Sly Cooper and the Thievius Raccoonus foi lançado em 2001 para Playstation 2. Sly precisa recuperar o seu "Thievius Raccoonus", um livro listando todas as ações especiais de furto que sua família tem colecionado séculos, que foi roubado pelos rivais 5 Diabólicos, liderados pelo corujo Clockwerk, para suas próprias vontades. Enquanto isso, Sly e seu grupo precisam fugir da Inspetora Carmelita que jura um dia capturar Sly e acabar com sua carreira de crimes. O game introduz nossos heróis Sly, Bentley e Murray, e nossa anti-heroína Carmelita.

### Sly Cooper 2: Band of Thieves
Sly Cooper 2: Band of Thieves foi lançado em 2004 para Playstation 2. Aqui, os mecanismos foram roubados pela Gangue Garra para reviver o derrotado Clockwerk. Enquanto Sly e seus amigos assumem suas missões, eles são perseguidos pela Inspetora Carmelita e sua parceira Constable Neyla, que pretendem desbaratar o Comando Cooper e a Gangue Garra.

### Sly Cooper 3: Honor Among Thieves
Sly Cooper3: Honor Among Thieves foi lançado em 2005 para Playstation 2. Sly tem descoberto o Depósito Cooper, um grande galpão de riqueza que sua família tem acumulado anos, mas precisa derrotar o Dr. M, que também conhece o Depósito, e que tem tomado posse da ilha onde o galpão está localizado para invadí-lo. Sly precisa reunir sua velha turma e recrutar novos membros para reclamar a história da sua família, enquanto ainda fugindo da Carmelita.

### Sly Cooper 4: Thieves in Time
Sly Cooper 4: Thieves in Time foi oficialmente anunciado durante a apresentação da Sony na E3 de 2011, e foi lançado em 5 de Fevereiro de 2013. O jogo foi lançado para as plataformas PlayStation 3 e PlayStation Vita.

## Outros jogos

### The Sly Collection
The Sly Collection é uma coleção dos três primeiros jogos lançado para o PlayStation 3 e PlayStation Vita.